# Nicolás Morales
Nicolás Israel Morales González (5 de mayo de 1966, Guadalajara, Jalisco, México) es un futbolista mexicano retirado que jugaba en la posición de defensa. Jugó para Leones Negros de la Universidad de Guadalajara, Tecos Fútbol Club, Necaxa y Club Deportivo Guadalajara (Chivas).
En 1985 ya formaba parte de las fuerzas básicas de la U de G. En 1989 pasa a Tecos donde permaneció hasta 1992, año en el que fue traspasado al Club Puebla, quien finalmente no lo contrata.
En 1995 ingresó como jugador independiente al draft organizado por la Federación Mexicana de Fútbol y en diciembre logró fichar por el Necaxa. Sin embargo tuvo poca participación con los "rayos" del Necaxa.
El 21 de junio de 1996 se incorporó a los entrenamientos del Guadalajara. Su primer partido con el Guadalajara fue en el torneo de Copa México de 1996, el 7 de julio de 1996 contra el Inter de Tijuana. Para la temporada Invierno 1997 pasa a ser refuerzo del equipo de segunda división para la liguilla y nuevamente queda campeón siendo el técnico la leyenda Salvador "Chava" Reyes.
Ha trabajado como auxiliar técnico en 4 equipos de primera división (Querétaro, Tecos, Necaxa y Toluca) y en 6 del Ascenso (Tigres-mochis, Querétaro, Leon, Necaxa, Correcaminos y San Luis). Trabajó en fuerzas básicas de Tecos, Necaxa y Chivas dirigiendo prácticamente todas las categorías.